# Dog Soldiers
Dog Soldiers – filmowy horror koprodukcji brytyjsko-luksembursko-amerykańskiej z 2002 roku. W Polsce znany również pod tytułami Armia wilków (emisja na kanale HBO) i Dog Soldiers: Armia wilków (emisja na TVP).

## Opis fabuły
Sześcioosobowy oddział brytyjskich żołnierzy wyrusza w szkockie góry z rutynową misją treningową. Z początku wszystko przebiega zgodnie z planem, ale kiedy dzień później bohaterowie trafiają do zniszczonego i zalanego krwią obozu „przeciwnika”, ćwiczenia zamieniają się w walkę na śmierć i życie. Osaczeni przez stado wilkołaków żołnierze znajdują schronienie na opustoszałej farmie w głębi lasu. Aby przetrwać, muszą doczekać świtu. Wilkołaki jednak nie zamierzają rezygnować ze zdobyczy.

## Obsada
- Sean Pertwee – Sierżant Harry G. Wells
- Kevin McKidd – Szeregowy Cooper
- Emma Cleasby – Megan
- Liam Cunningham – Kapitan Ryan
- Thomas Lockyer – Kapral Bruce Campbell
- Darren Morfitt – „Spoon” Witherspoon
- Chris Robson – Szeregowy Joe Kirkley
- Leslie Simpson – Szeregowy Terry Milburn